# Arbeitsklima Index

Arbeitsklima Index der vergangenen Jahre

Der österreichische Arbeitsklima Index ist ein Indikator für Arbeits- und Einkommenszufriedenheit, der auf persönlichen Befragungen der Arbeitnehmer basiert. Wissenschaftlich interessant wird er durch die verhältnismäßig große Anzahl von bisher ca. 42.000 befragten Personen. Besonderes Augenmerk wird auf das Einkommen und die Zufriedenheit der Befragten gelegt.

## Geschichte und Entstehung
Der österreichische „Arbeitsklima Index“ wurde im Juni 1997 von der Arbeiterkammer Oberösterreich das erste Mal erhoben. Durchgeführt wird die Erhebung von 25 Antworten von den Instituten IFES und SORA. Vierteljährlich werden 900 Personen befragt. Mit jeweils zwei Erhebungen, also insgesamt 1.800 Interviews, wird der Index neu berechnet.

## Nutzung und Vergleichbarkeit
Durch die direkte Befragung der Arbeitnehmer hat der „Arbeitsklima Index“ den Vorteil, statistische Verzerrungen aufgrund eines Bias der Erhebungsinstitution gering zu halten.
Besonders die Auswirkungen von wirtschaftlichen Veränderungen, wie etwa der Wirtschaftskrise, zeigen sich an den Werten. Diese werden von Arbeitnehmerseite zur Veranschaulichung der Situation und der Probleme der Beschäftigten genutzt, z. B. von Gewerkschaften. Diese argumentieren mit dem „Arbeitsklima Index“ für eine Verbesserung der Arbeitsbedingungen gegenüber den Arbeitgeberverbänden. Auch eine Auswertung nach Branchen ist möglich und wird zur Analyse von Teilbereichen des Arbeitsmarktes genutzt. Der Öffentlichkeit ist der „Arbeitsklima Index“ vor allem durch die Betrachtung der Situation von Teilzeit- und Frauenarbeit in den Medien bekannt. Vergleichbar mit dem „Arbeitsklima Index“ ist der DGB-Index Gute Arbeit, der allerdings aufgrund einer eher kurzen Zeitreihe noch keine vergleichbare Menge an Daten vorweisen kann. In Luxemburg hat die Arbeitnehmerkammer Luxemburg einen ähnlichen Index eingeführt. Darüber hinaus ist der Index Teil einer Offensive des Europäischen Parlaments zur Verbesserung der Arbeitsbedingungen.

## Teilbereiche
Außer dem „Arbeitsklima Index“ befasst sich die Arbeitsklimaforschung der Arbeiterkammer auch mit der Gesundheit der Arbeitnehmer, mit den Problemen von Führungskräften sowie der Erwartung von Arbeitslosen.